# Paraergasilus platyhoraxis
Paraergasilus platyhoraxis is een eenoogkreeftjessoort uit de familie van de Ergasilidae. De wetenschappelijke naam van de soort is voor het eerst geldig gepubliceerd in 1997 door Liu & Wang.